# Alpiner Skiweltcup 2020/21
Der Alpine Skiweltcup 2020/21 begann am 17. Oktober 2020 und endete am 21. März 2021. Der Weltcupauftakt wurde traditionellerweise in Sölden (Österreich) ausgetragen. Während den 46. Alpinen Skiweltmeisterschaften vom 8. bis 21. Februar 2021 in Cortina d’Ampezzo (Italien) war die Weltcupsaison unterbrochen. Das Weltcupfinale fand vom 17. bis 21. März 2021 in Lenzerheide/Lai (Schweiz) statt. Auf dem Programm standen 35 Rennen an 19 Orten bei den Herren, 31 Rennen an 18 Orten bei den Damen sowie ein Mixed-Wettbewerb.

## Saisonverlauf

### Auswirkungen der COVID-19-Pandemie
Die COVID-19-Pandemie hatte dazu geführt, dass die Saison 2019/20 am 12. März 2020 vorzeitig abgebrochen werden musste. Um die neue Saison möglichst reibungslos durchführen zu können und die Beteiligten vor einer Ansteckung zu schützen, ergriffen die FIS und die zuständigen lokalen Organisatoren der Rennen verschiedene präventive Maßnahmen. Anfang August teilte der Österreichische Skiverband mit, dass der traditionelle Saisonauftakt auf dem Rettenbachferner bei Sölden um eine Woche auf den 17./18. Oktober vorverlegt wird und nur wenige Zuschauer zugelassen würden. Dadurch solle ermöglicht werden, den Gletscherbereich weitgehend exklusiv für die Weltcuprennen zu nutzen. Ebenso würden dadurch Teilnehmer, Offizielle und Mitarbeiter von den Touristen getrennt. Zwei Wochen später folgte die Mitteilung, dass die Rennen ganz ohne Zuschauer ausgetragen werden.
Am 20. August 2020 gab die FIS bekannt, dass sämtliche Rennen in Nordamerika aufgrund der unsicheren pandemischen Lage gestrichen werden. Betroffen davon sind die Rennen in Killington und Lake Louise bei den Damen sowie in Lake Louise und Beaver Creek bei den Herren. Sie sollen stattdessen an wenigen Orten in Europa ausgetragen werden. Das definitive Rennprogramm stand zu diesem Zeitpunkt noch nicht fest und wurde erst am 3. Oktober bekanntgegeben. Bei der Gestaltung des Rennprogramms achtete die FIS darauf, dass einerseits Frauen und Männer, andererseits Techniker und Speedfahrer möglichst voneinander getrennt sind. Aus diesem Grund werden auch keine Kombinationswettbewerbe durchgeführt.
Ebenso veröffentlichte der Weltverband am 20. August das FIS World Cup Risk Management Covid-19 Testing Protocol. Alle am Skiweltcup beteiligten Personen wurden in vier Gruppen unterteilt, die in sich geschlossen bleiben sollten. Eine Gruppe umfasste die Rennläufer mit ihren Betreuern und Serviceleuten. Die drei anderen Gruppen umfassten FIS-Offizielle, Vertreter der lokalen Organisation (inkl. freiwillige Helfer) sowie akkreditierte Gruppen (Medien- und Sponsorenvertreter, technisches Personal). Die Rennen fanden weitgehend unter Ausschluss der Öffentlichkeit statt (einzige Ausnahme war Levi). Die FIS erklärte zudem, dass bei routinemäßigen Dopingtests seit Anfang August geprüft worden sei, ob die untersuchte Person bereits Antikörper gegen das Virus hatte und somit immun war. Jeder Rennläufer musste vor jedem Rennen einen negativen COVID-19-Test vorweisen, der 72 bis 96 Stunden vor der Ankunft am Rennort gemacht worden war. Alle Testergebnisse wurden in einer zentralen Datenbank gesammelt, die den Anforderungen der Datenschutz-Grundverordnung der Europäischen Union entsprach. Positiv getestete Personen mussten sich für eine bestimmte Zeit in Selbstquarantäne begeben.

### Regeländerungen
Die K.-o.-Phase in den Parallelrennen war auf 16 Teilnehmer beschränkt und jedes Duell wurde in zwei Läufen entschieden (je ein Lauf auf beiden Seiten der Rennstrecke). Zuvor gab es mit Ausnahme der ersten Runde nur je einen Lauf, was häufig dazu führte, dass sich eine Seite der Piste als schneller erwies und die entsprechend zugelosten Rennfahrer einen Vorteil hatten. Mit der neuen Regelung sollten die Rennen ausgeglichener werden.

## Weltcupwertungen

### Gesamt
| Rang | Name                          | Punkte |
| ---- | ----------------------------- | ------ |
| 01.  | Alexis Pinturault             | 1260   |
| 02.  | Marco Odermatt                | 1093   |
| 03.  | Marco Schwarz                 | 0814   |
| 04.  | Loïc Meillard                 | 0805   |
| 05.  | Filip Zubčić                  | 0764   |
| 06.  | Henrik Kristoffersen          | 0722   |
| 07.  | Matthias Mayer                | 0700   |
| 08.  | Vincent Kriechmayr            | 0675   |
| 09.  | Beat Feuz                     | 0607   |
| 10.  | Manuel Feller                 | 0595   |
| 11.  | Aleksander Aamodt Kilde       | 0560   |
| 12.  | Clément Noël                  | 0554   |
| 13.  | Ramon Zenhäusern              | 0503   |
| 14.  | Sebastian Foss Solevåg        | 0431   |
| 15.  | Dominik Paris                 | 0426   |
| 16.  | Mathieu Faivre                | 0404   |
| 17.  | Victor Muffat-Jeandet         | 0372   |
| 18.  | Linus Straßer                 | 0349   |
| 19.  | Johan Clarey                  | 0335   |
| 20.  | Andreas Sander                | 0330   |
| 21.  | Gino Caviezel                 | 0319   |
| 22.  | Mauro Caviezel                | 0307   |
| 22.  | Ryan Cochran-Siegle           | 0307   |
| 24.  | Romed Baumann                 | 0299   |
| 25.  | Max Franz                     | 0276   |
| 26.  | Justin Murisier               | 0274   |
| 27.  | Christof Innerhofer           | 0273   |
| 28.  | Matthieu Bailet               | 0266   |
| 28.  | Stefan Brennsteiner           | 0266   |
| 30.  | Adrian Pertl                  | 0260   |
| 31.  | Kjetil Jansrud                | 0259   |
| 32.  | Žan Kranjec                   | 0256   |
| 33.  | Alexander Schmid              | 0248   |
| 33.  | Thibaut Favrot                | 0248   |
| 35.  | Michael Matt                  | 0229   |
| 36.  | Luca De Aliprandini           | 0228   |
| 37.  | Dave Ryding                   | 0221   |
| 38.  | Italien                       | 0214   |
| 39.  | Leif Kristian Nestvold-Haugen | 0210   |
| 40.  | Nils Allègre                  | 0209   |
| 40.  | Travis Ganong                 | 0209   |
| 40.  | Štefan Hadalin                | 0209   |
| 43.  | Lucas Braathen                | 0204   |
| 44.  | Tommy Ford                    | 0200   |
| 44.  | Urs Kryenbühl                 | 0200   |
| 46.  | Luca Aerni                    | 0197   |
| 47.  | Otmar Striedinger             | 0191   |
| 48.  | Erik Read                     | 0187   |
| 49.  | Fabio Gstrein                 | 0179   |
| 50.  | Daniel Yule                   | 0175   |
| 51.  | Stefan Luitz                  | 0172   |

| Rang | Name                     | Punkte |
| ---- | ------------------------ | ------ |
| 52.  | Adrian Smiseth Sejersted | 169    |
| 52.  | Tanguy Nef               | 169    |
| 54.  | Kristoffer Jakobsen      | 152    |
| 55.  | Manfred Mölgg            | 151    |
| 56.  | Atle Lie McGrath         | 148    |
| 56.  | Christian Hirschbühl     | 148    |
| 58.  | Christian Walder         | 147    |
| 59.  | Jean-Baptiste Grange     | 146    |
| 59.  | Alexander Choroschilow   | 146    |
| 61.  | Carlo Janka              | 137    |
| 62.  | Roland Leitinger         | 130    |
| 63.  | Bryce Bennett            | 129    |
| 64.  | Daniel Hemetsberger      | 127    |
| 65.  | Martin Čater             | 121    |
| 66.  | Adam Žampa               | 106    |
| 67.  | Giovanni Borsotti        | 104    |
| 68.  | Jared Goldberg           | 098    |
| 68.  | Josef Ferstl             | 098    |
| 70.  | Daniel Danklmaier        | 094    |
| 71.  | Riccardo Tonetti         | 093    |
| 72.  | Albert Popow             | 090    |
| 73.  | Felix Monsén             | 088    |
| 74.  | Matteo Marsaglia         | 087    |
| 75.  | Semyel Bissig            | 086    |
| 76.  | Stefano Gross            | 085    |
| 77.  | Timon Haugan             | 084    |
| 78.  | Dominik Schwaiger        | 083    |
| 79.  | Sandro Simonet           | 080    |
| 80.  | Blaise Giezendanner      | 077    |
| 81.  | Brice Roger              | 074    |
| 82.  | James Crawford           | 072    |
| 82.  | Stefan Rogentin          | 072    |
| 84.  | Adrien Théaux            | 067    |
| 85.  | Stefan Babinsky          | 061    |
| 86.  | Raphael Haaser           | 058    |
| 87.  | River Radamus            | 057    |
| 88.  | Marc Rochat              | 052    |
| 89.  | Giuliano Razzoli         | 051    |
| 89.  | Hannes Reichelt          | 051    |
| 91.  | Sebastian Holzmann       | 049    |
| 92.  | Trevor Philp             | 048    |
| 93.  | Niels Hintermann         | 047    |
| 94.  | Simon Maurberger         | 046    |
| 95.  | Matej Vidović            | 044    |
| 95.  | Ralph Weber              | 044    |
| 97.  | Dominik Raschner         | 043    |
| 98.  | Daniele Sette            | 042    |
| 99.  | Maxence Muzaton          | 041    |
| 100. | Johannes Strolz          | 040    |
| 100. | Simon Jocher             | 040    |
| 102. | Jeffrey Read             | 038    |

| Rang | Name                   | Punkte |
| ---- | ---------------------- | ------ |
| 103. | Nicolas Raffort        | 36     |
| 104. | Fabian Wilkens Solheim | 34     |
| 105. | Erik Arvidsson         | 33     |
| 106. | Boštjan Kline          | 32     |
| 107. | Miha Hrobat            | 31     |
| 107. | Emanuele Buzzi         | 31     |
| 109. | Armand Marchant        | 27     |
| 110. | Ivan Kuzsnezow         | 26     |
| 110. | Mattias Rönngren       | 26     |
| 112. | Brodie Seger           | 25     |
| 113. | AJ Ginnis              | 24     |
| 113. | Alexander Andrijenko   | 24     |
| 115. | Henrik Røa             | 23     |
| 116. | Rasmus Windingstad     | 20     |
| 116. | Luke Winters           | 20     |
| 118. | Cyprien Sarrazin       | 19     |
| 119. | Florian Schieder       | 18     |
| 119. | Valentin Giraud Moine  | 18     |
| 121. | Ted Ligety             | 17     |
| 121. | Istok Rodeš            | 17     |
| 123. | Samuel Kolega          | 16     |
| 123. | Manuel Schmid          | 16     |
| 125. | Filippo Della Vite     | 15     |
| 125. | Christian Borgnaes     | 15     |
| 125. | Marc Digruber          | 15     |
| 125. | Roy Piccard            | 15     |
| 129. | Julian Rauchfuss       | 14     |
| 129. | Tommaso Sala           | 14     |
| 131. | Sam Maes               | 13     |
| 131. | Hannes Zingerle        | 13     |
| 133. | Nils Mani              | 12     |
| 133. | Noel von Grünigen      | 12     |
| 135. | Christopher Neumayer   | 11     |
| 135. | Andreas Žampa          | 11     |
| 137. | Magnus Walch           | 10     |
| 138. | Gilles Roulin          | 09     |
| 138. | Anton Tremmel          | 09     |
| 140. | Roberto Nani           | 08     |
| 141. | Broderick Thompson     | 07     |
| 141. | Stefano Baruffaldi     | 07     |
| 141. | Alex Leever            | 07     |
| 141. | Samu Torsti            | 07     |
| 145. | Maarten Meiners        | 05     |
| 145. | Alex Hofer             | 05     |
| 147. | Jonathan Nordbotten    | 04     |
| 148. | Guglielmo Bosca        | 03     |
| 148. | Cédric Noger           | 03     |
| 150. | Sam Morse              | 02     |
| 150. | Christoph Krenn        | 02     |
| 152. | Maximilian Lahnsteiner | 01     |

| Rang | Name                    | Punkte |
| ---- | ----------------------- | ------ |
| 1.   | Petra Vlhová            | 1416   |
| 2.   | Lara Gut-Behrami        | 1256   |
| 3.   | Michelle Gisin          | 1130   |
| 4.   | Mikaela Shiffrin        | 1075   |
| 5.   | Katharina Liensberger   | 0903   |
| 6.   | Marta Bassino           | 0876   |
| 7.   | Federica Brignone       | 0867   |
| 8.   | Corinne Suter           | 0753   |
| 9.   | Sofia Goggia            | 0740   |
| 10.  | Wendy Holdener          | 0535   |
| 11.  | Tamara Tippler          | 0483   |
| 12.  | Tessa Worley            | 0479   |
| 13.  | Ester Ledecká           | 0453   |
| 14.  | Elena Curtoni           | 0432   |
| 15.  | Ramona Siebenhofer      | 0378   |
| 16.  | Sara Hector             | 0371   |
| 17.  | Breezy Johnson          | 0367   |
| 18.  | Kajsa Vickhoff Lie      | 0361   |
| 19.  | Alice Robinson          | 0326   |
| 20.  | Kira Weidle             | 0316   |
| 21.  | Paula Moltzan           | 0303   |
| 22.  | Laura Pirovano          | 0273   |
| 23.  | Kristin Lysdahl         | 0263   |
| 24.  | Marie-Michèle Gagnon    | 0253   |
| 25.  | Meta Hrovat             | 0252   |
| 26.  | Priska Nufer            | 0248   |
| 27.  | Lena Dürr               | 0244   |
| 28.  | Katharina Truppe        | 0236   |
| 29.  | Ragnhild Mowinckel      | 0230   |
| 30.  | Laurence St-Germain     | 0224   |
| 31.  | Ricarda Haaser          | 0207   |
| 32.  | Francesca Marsaglia     | 0203   |
| 33.  | Ana Bucik               | 0202   |
| 34.  | Chiara Mair             | 0193   |
| 35.  | Jasmine Flury           | 0189   |
| 36.  | Martina Dubovská        | 0188   |
| 37.  | Franziska Gritsch       | 0179   |
| 38.  | Mina Fürst Holtmann     | 0173   |
| 39.  | Maryna Gąsienica-Daniel | 0167   |
| 40.  | Christine Scheyer       | 0164   |
| 41.  | Mirjam Puchner          | 0162   |
| 42.  | Ilka Štuhec             | 0161   |
| 43.  | Nina O’Brien            | 143    |

| Rang | Name                      | Punkte |
| ---- | ------------------------- | ------ |
| 44.  | Stephanie Venier          | 133    |
| 45.  | Jasmina Suter             | 129    |
| 46.  | Andreja Slokar            | 125    |
| 47.  | Stephanie Brunner         | 119    |
| 48.  | Joana Hählen              | 116    |
| 49.  | Katharina Gallhuber       | 108    |
| 49.  | Erin Mielzynski           | 108    |
| 51.  | Kristina Riis-Johannessen | 107    |
| 52.  | Camille Rast              | 103    |
| 53.  | Tiffany Gauthier          | 101    |
| 54.  | Thea Louise Stjernesund   | 098    |
| 55.  | Nadia Delago              | 095    |
| 55.  | Ariane Rädler             | 095    |
| 57.  | Irene Curtoni             | 093    |
| 58.  | Katharina Huber           | 092    |
| 59.  | Nastasia Noens            | 089    |
| 60.  | Mélanie Meillard          | 083    |
| 61.  | Nina Ortlieb              | 074    |
| 62.  | Adriana Jelinkova         | 072    |
| 63.  | Maria Therese Tviberg     | 064    |
| 64.  | Laura Gauché              | 061    |
| 65.  | Tina Robnik               | 059    |
| 66.  | Coralie Frasse Sombet     | 057    |
| 66.  | Valérie Grenier           | 057    |
| 68.  | Elisa Mörzinger           | 056    |
| 68.  | Emelie Wikström           | 056    |
| 70.  | Keely Cashman             | 055    |
| 70.  | Isabella Wright           | 055    |
| 72.  | Martina Peterlini         | 054    |
| 73.  | Asa Andō                  | 049    |
| 73.  | Ali Nullmeyer             | 049    |
| 75.  | Roberta Melesi            | 048    |
| 76.  | Andrea Filser             | 044    |
| 76.  | Michaela Heider           | 044    |
| 78.  | Maruša Ferk               | 043    |
| 78.  | Rosina Schneeberger       | 043    |
| 80.  | Andrea Ellenberger        | 037    |
| 80.  | Julija Pleschkowa         | 037    |
| 82.  | Charlie Guest             | 036    |
| 82.  | A J Hurt                  | 036    |
| 84.  | Nadine Fest               | 35     |
| 84.  | Noémie Kolly              | 35     |
| 84.  | Marta Rossetti            | 35     |

| Rang | Name                   | Punkte |
| ---- | ---------------------- | ------ |
| 87.  | Leona Popović          | 34     |
| 88.  | Elsa Fermbäck          | 28     |
| 89.  | Kaja Norbye            | 27     |
| 90.  | Sabrina Maier          | 26     |
| 90.  | Simone Wild            | 26     |
| 92.  | Julia Scheib           | 25     |
| 93.  | Jessica Hilzinger      | 23     |
| 93.  | Marie-Therese Sporer   | 23     |
| 95.  | Neja Dvornik           | 21     |
| 95.  | Alex Tilley            | 21     |
| 95.  | Jacqueline Wiles       | 21     |
| 98.  | Romane Miradoli        | 20     |
| 99.  | Charlotta Säfvenberg   | 18     |
| 100. | Estelle Alphand        | 16     |
| 100. | Rahel Kopp             | 16     |
| 102. | Joséphine Forni        | 15     |
| 102. | Tifany Roux            | 15     |
| 104. | Lisa Grill             | 13     |
| 104. | Katie Hensien          | 13     |
| 104. | Roberta Midali         | 13     |
| 104. | Jekaterina Tkatschenko | 13     |
| 108. | Magdalena Egger        | 12     |
| 108. | Amelia Smart           | 12     |
| 110. | Doriane Escané         | 11     |
| 110. | Bernadette Schild      | 11     |
| 112. | Cornelia Hütter        | 10     |
| 112. | Vanessa Kasper         | 10     |
| 114. | Cassidy Gray           | 09     |
| 115. | Laurenne Ross          | 08     |
| 116. | Marina Wallner         | 07     |
| 117. | Christina Ager         | 06     |
| 117. | Lila Lapanja           | 06     |
| 119. | Rosa Pohjolainen       | 04     |
| 120. | Eva-Maria Brem         | 03     |
| 120. | Verena Gasslitter      | 03     |
| 120. | Anita Gulli            | 03     |
| 120. | Linn Ivarsson          | 03     |
| 124. | Jennifer Piot          | 02     |
| 124. | Juliana Suter          | 02     |
| 126. | Sara Rask              | 01     |

### Abfahrt
| Rang | Athlet                  | Punkte |
| ---- | ----------------------- | ------ |
| 1    | Beat Feuz               | 486    |
| 2    | Matthias Mayer          | 418    |
| 3    | Dominik Paris           | 338    |
| 4    | Johan Clarey            | 272    |
| 5    | Vincent Kriechmayr      | 267    |
| 6    | Romed Baumann           | 196    |
| 7    | Otmar Striedinger       | 191    |
| 8    | Aleksander Aamodt Kilde | 190    |
| 9    | Max Franz               | 186    |
| 10   | Andreas Sander          | 161    |
| 11   | Matthieu Bailet         | 154    |
| 12   | Christof Innerhofer     | 141    |
| 13   | Carlo Janka             | 137    |
| 14   | Ryan Cochran-Siegle     | 136    |
| 15   | Urs Kryenbühl           | 133    |
| 16   | Marco Odermatt          | 126    |
| 17   | Martin Čater            | 111    |
| 18   | Travis Ganong           | 108    |
| 19   | Bryce Bennett           | 100    |
| 20   | Kjetil Jansrud          | 99     |
| 21   | Nils Allègre            | 98     |
| 22   | Daniel Hemetsberger     | 86     |
| 23   | Jared Goldberg          | 83     |
| 24   | Mauro Caviezel          | 82     |
| 25   | Dominik Schwaiger       | 69     |

| Rang | Athletin             | Punkte |
| ---- | -------------------- | ------ |
| 1    | Sofia Goggia         | 480    |
| 2    | Corinne Suter        | 410    |
| 3    | Lara Gut-Behrami     | 383    |
| 4    | Breezy Johnson       | 330    |
| 5    | Kira Weidle          | 265    |
| 6    | Laura Pirovano       | 220    |
| 7    | Tamara Tippler       | 211    |
| 8    | Elena Curtoni        | 206    |
| 9    | Ester Ledecká        | 206    |
| 10   | Ramona Siebenhofer   | 194    |
| 11   | Kajsa Vickhoff Lie   | 179    |
| 12   | Petra Vlhová         | 164    |
| 13   | Jasmine Flury        | 154    |
| 14   | Ilka Štuhec          | 145    |
| 15   | Michelle Gisin       | 143    |
| 16   | Marie-Michèle Gagnon | 128    |
| 17   | Priska Nufer         | 125    |
| 18   | Mirjam Puchner       | 113    |
| 19   | Federica Brignone    | 96     |
| 20   | Nadia Delago         | 95     |
| 21   | Stephanie Venier     | 80     |
| 22   | Jasmina Suter        | 71     |
| 23   | Nina Ortlieb         | 63     |
| 24   | Ragnhild Mowinckel   | 58     |
| 25   | Francesca Marsaglia  | 57     |

### Super-G
| Rang | Athlet                   | Punkte |
| ---- | ------------------------ | ------ |
| 1    | Vincent Kriechmayr       | 401    |
| 2    | Marco Odermatt           | 318    |
| 3    | Matthias Mayer           | 276    |
| 4    | Mauro Caviezel           | 225    |
| 5    | Aleksander Aamodt Kilde  | 172    |
| 6    | Andreas Sander           | 169    |
| 7    | Kjetil Jansrud           | 160    |
| 8    | Christian Walder         | 145    |
| 9    | Adrian Smiseth Sejersted | 140    |
| 10   | Ryan Cochran-Siegle      | 132    |
| 11   | Christof Innerhofer      | 132    |
| 12   | Beat Feuz                | 121    |
| 13   | Matthieu Bailet          | 112    |
| 14   | Nils Allègre             | 111    |
| 15   | Romed Baumann            | 103    |
| 16   | Travis Ganong            | 101    |
| 17   | Alexis Pinturault        | 96     |
| 18   | Max Franz                | 90     |
| 19   | Dominik Paris            | 88     |
| 20   | Loïc Meillard            | 85     |
| 21   | Blaise Giezendanner      | 75     |
| 22   | Josef Ferstl             | 74     |
| 23   | Urs Kryenbühl            | 67     |
| 24   | James Crawford           | 64     |
| 25   | Gino Caviezel            | 64     |

| Rang | Athletin             | Punkte |
| ---- | -------------------- | ------ |
| 1    | Lara Gut-Behrami     | 525    |
| 2    | Federica Brignone    | 323    |
| 3    | Corinne Suter        | 310    |
| 4    | Tamara Tippler       | 272    |
| 5    | Ester Ledecká        | 236    |
| 6    | Marta Bassino        | 228    |
| 7    | Kajsa Vickhoff Lie   | 182    |
| 8    | Petra Vlhová         | 158    |
| 9    | Francesca Marsaglia  | 146    |
| 10   | Elena Curtoni        | 136    |
| 11   | Marie-Michèle Gagnon | 125    |
| 12   | Christine Scheyer    | 112    |
| 13   | Michelle Gisin       | 107    |
| 14   | Priska Nufer         | 102    |
| 15   | Ricarda Haaser       | 97     |
| 16   | Ragnhild Mowinckel   | 92     |
| 17   | Tessa Worley         | 88     |
| 18   | Sofia Goggia         | 86     |
| 19   | Tiffany Gauthier     | 78     |
| 20   | Ariane Rädler        | 62     |
| 21   | Joana Hählen         | 60     |
| 22   | Stephanie Venier     | 53     |
| 23   | Kira Weidle          | 51     |
| 24   | Jasmina Suter        | 51     |
| 25   | Mirjam Puchner       | 49     |

### Riesenslalom
| Rang | Athlet                        | Punkte |
| ---- | ----------------------------- | ------ |
| 1    | Alexis Pinturault             | 700    |
| 2    | Marco Odermatt                | 649    |
| 3    | Filip Zubčić                  | 606    |
| 4    | Loïc Meillard                 | 393    |
| 5    | Mathieu Faivre                | 378    |
| 6    | Stefan Brennsteiner           | 266    |
| 7    | Žan Kranjec                   | 250    |
| 8    | Henrik Kristoffersen          | 236    |
| 9    | Thibaut Favrot                | 232    |
| 10   | Justin Murisier               | 229    |
| 11   | Luca De Aliprandini           | 228    |
| 12   | Gino Caviezel                 | 215    |
| 13   | Tommy Ford                    | 200    |
| 14   | Leif Kristian Nestvold-Haugen | 196    |
| 15   | Lucas Braathen                | 191    |
| 16   | Alexander Schmid              | 188    |
| 17   | Aleksander Aamodt Kilde       | 180    |
| 18   | Marco Schwarz                 | 149    |
| 19   | Stefan Luitz                  | 136    |
| 20   | Erik Read                     | 126    |
| 21   | Atle Lie McGrath              | 120    |
| 22   | Roland Leitinger              | 119    |
| 23   | Manuel Feller                 | 107    |
| 24   | Adam Žampa                    | 106    |
| 25   | Giovanni Borsotti             | 104    |

| Rang | Athletin                | Punkte |
| ---- | ----------------------- | ------ |
| 1    | Marta Bassino           | 546    |
| 2    | Mikaela Shiffrin        | 420    |
| 3    | Tessa Worley            | 391    |
| 4    | Michelle Gisin          | 389    |
| 5    | Federica Brignone       | 372    |
| 6    | Petra Vlhová            | 342    |
| 7    | Lara Gut-Behrami        | 288    |
| 8    | Alice Robinson          | 278    |
| 9    | Meta Hrovat             | 234    |
| 10   | Katharina Liensberger   | 198    |
| 11   | Sara Hector             | 196    |
| 12   | Ramona Siebenhofer      | 173    |
| 13   | Sofia Goggia            | 170    |
| 14   | Maryna Gąsienica-Daniel | 134    |
| 15   | Stephanie Brunner       | 119    |
| 16   | Mina Fürst Holtmann     | 100    |
| 17   | Nina O’Brien            | 96     |
| 18   | Elena Curtoni           | 90     |
| 19   | Ragnhild Mowinckel      | 90     |
| 20   | Katharina Truppe        | 78     |
| 21   | Ana Bucik               | 77     |
| 22   | Wendy Holdener          | 62     |
| 23   | Ricarda Haaser          | 58     |
| 24   | Valérie Grenier         | 57     |
| 25   | Adriana Jelinkova       | 46     |

### Slalom
| Rang | Athlet                 | Punkte |
| ---- | ---------------------- | ------ |
| 1    | Marco Schwarz          | 665    |
| 2    | Clément Noël           | 553    |
| 3    | Ramon Zenhäusern       | 503    |
| 4    | Manuel Feller          | 488    |
| 5    | Sebastian Foss Solevåg | 431    |
| 6    | Henrik Kristoffersen   | 406    |
| 7    | Alexis Pinturault      | 364    |
| 8    | Linus Straßer          | 347    |
| 9    | Loïc Meillard          | 327    |
| 10   | Victor Muffat-Jeandet  | 310    |
| 11   | Michael Matt           | 228    |
| 12   | Dave Ryding            | 221    |
| 13   | Alex Vinatzer          | 214    |
| 14   | Luca Aerni             | 197    |
| 15   | Adrian Pertl           | 188    |
| 16   | Daniel Yule            | 169    |
| 17   | Fabio Gstrein          | 167    |
| 18   | Tanguy Nef             | 158    |
| 19   | Jean-Baptiste Grange   | 146    |
| 20   | Alexander Choroschilow | 146    |
| 21   | Kristoffer Jakobsen    | 145    |
| 22   | Štefan Hadalin         | 139    |
| 23   | Manfred Mölgg          | 133    |
| 24   | Filip Zubčić           | 132    |
| 25   | Christian Hirschbühl   | 116    |

| Rang | Athletin                  | Punkte |
| ---- | ------------------------- | ------ |
| 1    | Katharina Liensberger     | 690    |
| 2    | Mikaela Shiffrin          | 655    |
| 3    | Petra Vlhová              | 652    |
| 4    | Michelle Gisin            | 491    |
| 5    | Wendy Holdener            | 415    |
| 6    | Lena Dürr                 | 235    |
| 7    | Kristin Lysdahl           | 227    |
| 8    | Laurence St-Germain       | 224    |
| 9    | Chiara Mair               | 193    |
| 10   | Martina Dubovská          | 188    |
| 11   | Paula Moltzan             | 185    |
| 12   | Katharina Truppe          | 138    |
| 13   | Ana Bucik                 | 125    |
| 14   | Sara Hector               | 125    |
| 15   | Franziska Gritsch         | 116    |
| 16   | Erin Mielzynski           | 108    |
| 17   | Katharina Gallhuber       | 108    |
| 18   | Kristina Riis-Johannessen | 107    |
| 19   | Andreja Slokar            | 97     |
| 20   | Camille Rast              | 93     |
| 21   | Irene Curtoni             | 93     |
| 22   | Katharina Huber           | 92     |
| 23   | Nastasia Noens            | 89     |
| 24   | Mina Fürst Holtmann       | 73     |
| 25   | Mélanie Meillard          | 60     |

### Parallelrennen
| Rang | Athlet               | Punkte |
| ---- | -------------------- | ------ |
| 1    | Alexis Pinturault    | 100    |
| 2    | Henrik Kristoffersen | 80     |
| 3    | Alexander Schmid     | 60     |
| 4    | Adrian Pertl         | 50     |
| 5    | Semyel Bissig        | 45     |
| 6    | Gino Caviezel        | 40     |
| 7    | Stefan Luitz         | 36     |
| 8    | Christian Hirschbühl | 32     |
| 9    | Dominik Raschner     | 29     |
| 10   | Filip Zubčić         | 26     |

| Rang | Athletin                | Punkte |
| ---- | ----------------------- | ------ |
| 1    | Petra Vlhová            | 100    |
| 2    | Paula Moltzan           | 80     |
| 3    | Lara Gut-Behrami        | 60     |
| 4    | Sara Hector             | 50     |
| 5    | Marta Bassino           | 45     |
| 6    | Thea Louise Stjernesund | 40     |
| 7    | Federica Brignone       | 36     |
| 8    | Elisa Mörzinger         | 32     |
| 9    | Maryna Gąsienica-Daniel | 29     |
| 10   | Adriana Jelinkova       | 26     |

## Podestplatzierungen Herren

### Abfahrt
| Datum      | Ort                          | 1. Platz                                                                                                   | 2. Platz                                                                                                   | 3. Platz                                                                                                   | Rotes Trikot            |
| ---------- | ---------------------------- | --- | --- | --- | ----------------------- |
| 12.12.2020 | Val-d’Isère (FRA)            | Aufgrund der Wettervorhersage auf den 13. Dezember 2020 verlegt.                                           | Aufgrund der Wettervorhersage auf den 13. Dezember 2020 verlegt.                                           | Aufgrund der Wettervorhersage auf den 13. Dezember 2020 verlegt.                                           |                         |
| 13.12.2020 | Val-d’Isère (FRA)            | Martin Čater                                                                                               | Otmar Striedinger                                                                                          | Urs Kryenbühl                                                                                              | Martin Čater            |
| 19.12.2020 | Gröden (ITA)                 | Aleksander Aamodt Kilde                                                                                    | Ryan Cochran-Siegle                                                                                        | Beat Feuz                                                                                                  | Aleksander Aamodt Kilde |
| 28.12.2020 | Bormio (ITA)                 | Aufgrund der Wettervorhersage auf den 29. Dezember 2020 verlegt.                                           | Aufgrund der Wettervorhersage auf den 29. Dezember 2020 verlegt.                                           | Aufgrund der Wettervorhersage auf den 29. Dezember 2020 verlegt.                                           | Aleksander Aamodt Kilde |
| 29.12.2020 | Bormio (ITA)                 | Aufgrund der Verschiebung des Super-Gs auf den 30. Dezember 2020 verlegt.                                  | Aufgrund der Verschiebung des Super-Gs auf den 30. Dezember 2020 verlegt.                                  | Aufgrund der Verschiebung des Super-Gs auf den 30. Dezember 2020 verlegt.                                  | Aleksander Aamodt Kilde |
| 30.12.2020 | Bormio (ITA)                 | Matthias Mayer                                                                                             | Vincent Kriechmayr                                                                                         | Urs Kryenbühl                                                                                              | Aleksander Aamodt Kilde |
| 15.01.2021 | Wengen (SUI)                 | Aufgrund hoher COVID-19 Infektionszahlen abgesagt. Ersatzrennen am 5. März 2021 in Saalbach-Hinterglemm.   | Aufgrund hoher COVID-19 Infektionszahlen abgesagt. Ersatzrennen am 5. März 2021 in Saalbach-Hinterglemm.   | Aufgrund hoher COVID-19 Infektionszahlen abgesagt. Ersatzrennen am 5. März 2021 in Saalbach-Hinterglemm.   | Aleksander Aamodt Kilde |
| 16.01.2021 | Wengen (SUI)                 | Aufgrund hoher COVID-19 Infektionszahlen abgesagt, Ersatzrennen am 22. Januar 2021 in Kitzbühel.           | Aufgrund hoher COVID-19 Infektionszahlen abgesagt, Ersatzrennen am 22. Januar 2021 in Kitzbühel.           | Aufgrund hoher COVID-19 Infektionszahlen abgesagt, Ersatzrennen am 22. Januar 2021 in Kitzbühel.           | Aleksander Aamodt Kilde |
| 22.01.2021 | Kitzbühel (AUT)              | Beat Feuz                                                                                                  | Matthias Mayer                                                                                             | Dominik Paris                                                                                              | Matthias Mayer          |
| 23.01.2021 | Kitzbühel (AUT)              | Aufgrund rennuntauglicher Pistenbedingungen abgesagt und auf den 24. Januar 2021 verschoben.               | Aufgrund rennuntauglicher Pistenbedingungen abgesagt und auf den 24. Januar 2021 verschoben.               | Aufgrund rennuntauglicher Pistenbedingungen abgesagt und auf den 24. Januar 2021 verschoben.               | Matthias Mayer          |
| 24.01.2021 | Kitzbühel (AUT)              | Beat Feuz                                                                                                  | Johan Clarey                                                                                               | Matthias Mayer                                                                                             | Beat Feuz               |
| 05.02.2021 | Garmisch-Partenkirchen (GER) | Dominik Paris                                                                                              | Beat Feuz                                                                                                  | Matthias Mayer                                                                                             | Beat Feuz               |
| 06.02.2021 | Garmisch-Partenkirchen (GER) | Aufgrund der Wettervorhersage auf den 5. Februar 2021 verschoben.                                          | Aufgrund der Wettervorhersage auf den 5. Februar 2021 verschoben.                                          | Aufgrund der Wettervorhersage auf den 5. Februar 2021 verschoben.                                          | Beat Feuz               |
| 06.03.2021 | Kvitfjell (NOR)              | Aufgrund nationaler COVID-19-Restriktionen abgesagt. Ersatzrennen am 6. März 2021 in Saalbach-Hinterglemm. | Aufgrund nationaler COVID-19-Restriktionen abgesagt. Ersatzrennen am 6. März 2021 in Saalbach-Hinterglemm. | Aufgrund nationaler COVID-19-Restriktionen abgesagt. Ersatzrennen am 6. März 2021 in Saalbach-Hinterglemm. | Beat Feuz               |
| 05.03.2021 | Saalbach-Hinterglemm (AUT)   | Wegen dichten Nebels und Schneefall nach neun Rennläufern abgebrochen.                                     | Wegen dichten Nebels und Schneefall nach neun Rennläufern abgebrochen.                                     | Wegen dichten Nebels und Schneefall nach neun Rennläufern abgebrochen.                                     | Beat Feuz               |
| 06.03.2021 | Saalbach-Hinterglemm (AUT)   | Vincent Kriechmayr                                                                                         | Beat Feuz                                                                                                  | Matthias Mayer                                                                                             | Beat Feuz               |
| 17.03.2021 | Lenzerheide (SUI)            | Aufgrund anhaltender Schneefälle ersatzlos abgesagt.                                                       | Aufgrund anhaltender Schneefälle ersatzlos abgesagt.                                                       | Aufgrund anhaltender Schneefälle ersatzlos abgesagt.                                                       | Beat Feuz               |

### Super-G
| Datum      | Ort                          | 1. Platz                                                                                                   | 2. Platz                                                                                                   | 3. Platz                                                                                                   | Rotes Trikot       |
| ---------- | ---------------------------- | --- | --- | --- | ------------------ |
| 13.12.2020 | Val-d’Isère (FRA)            | Aufgrund der Wettervorhersage auf den 12. Dezember 2020 verlegt.                                           | Aufgrund der Wettervorhersage auf den 12. Dezember 2020 verlegt.                                           | Aufgrund der Wettervorhersage auf den 12. Dezember 2020 verlegt.                                           |                    |
| 12.12.2020 | Val-d’Isère (FRA)            | Mauro Caviezel                                                                                             | Adrian Smiseth Sejersted                                                                                   | Christian Walder                                                                                           | Mauro Caviezel     |
| 18.12.2020 | Gröden (ITA)                 | Aleksander Aamodt Kilde                                                                                    | Mauro Caviezel                                                                                             | Kjetil Jansrud                                                                                             | Mauro Caviezel     |
| 28.12.2020 | Bormio (ITA)                 | Aufgrund starken Schneefalls auf den 29. Dezember 2020 verschoben.                                         | Aufgrund starken Schneefalls auf den 29. Dezember 2020 verschoben.                                         | Aufgrund starken Schneefalls auf den 29. Dezember 2020 verschoben.                                         | Mauro Caviezel     |
| 29.12.2020 | Bormio (ITA)                 | Aufgrund der Wettervorhersage auf den 28. Dezember 2020 verlegt.                                           | Aufgrund der Wettervorhersage auf den 28. Dezember 2020 verlegt.                                           | Aufgrund der Wettervorhersage auf den 28. Dezember 2020 verlegt.                                           | Mauro Caviezel     |
| 29.12.2020 | Bormio (ITA)                 | Ryan Cochran-Siegle                                                                                        | Vincent Kriechmayr                                                                                         | Adrian Smiseth Sejersted                                                                                   | Mauro Caviezel     |
| 22.01.2021 | Kitzbühel (AUT)              | Aufgrund der Programmänderung auf den 24. Januar 2021 verlegt.                                             | Aufgrund der Programmänderung auf den 24. Januar 2021 verlegt.                                             | Aufgrund der Programmänderung auf den 24. Januar 2021 verlegt.                                             | Mauro Caviezel     |
| 24.01.2021 | Kitzbühel (AUT)              | Aufgrund der Verschiebung der Abfahrt auf den 25. Januar 2021 verlegt.                                     | Aufgrund der Verschiebung der Abfahrt auf den 25. Januar 2021 verlegt.                                     | Aufgrund der Verschiebung der Abfahrt auf den 25. Januar 2021 verlegt.                                     | Mauro Caviezel     |
| 25.01.2021 | Kitzbühel (AUT)              | Vincent Kriechmayr                                                                                         | Marco Odermatt                                                                                             | Matthias Mayer                                                                                             | Vincent Kriechmayr |
| 05.02.2021 | Garmisch-Partenkirchen (GER) | Aufgrund der Wettervorhersage auf den 6. Februar 2021 verschoben.                                          | Aufgrund der Wettervorhersage auf den 6. Februar 2021 verschoben.                                          | Aufgrund der Wettervorhersage auf den 6. Februar 2021 verschoben.                                          | Vincent Kriechmayr |
| 06.02.2021 | Garmisch-Partenkirchen (GER) | Vincent Kriechmayr                                                                                         | Matthias Mayer                                                                                             | Marco Odermatt                                                                                             | Vincent Kriechmayr |
| 07.03.2021 | Kvitfjell (NOR)              | Aufgrund nationaler COVID-19-Restriktionen abgesagt. Ersatzrennen am 7. März 2021 in Saalbach-Hinterglemm. | Aufgrund nationaler COVID-19-Restriktionen abgesagt. Ersatzrennen am 7. März 2021 in Saalbach-Hinterglemm. | Aufgrund nationaler COVID-19-Restriktionen abgesagt. Ersatzrennen am 7. März 2021 in Saalbach-Hinterglemm. | Vincent Kriechmayr |
| 07.03.2021 | Saalbach-Hinterglemm (AUT)   | Marco Odermatt                                                                                             | Matthieu Bailet                                                                                            | Vincent Kriechmayr                                                                                         | Vincent Kriechmayr |
| 17.03.2021 | Lenzerheide (SUI)            | Aufgrund anhaltender Schneefälle ersatzlos abgesagt.                                                       | Aufgrund anhaltender Schneefälle ersatzlos abgesagt.                                                       | Aufgrund anhaltender Schneefälle ersatzlos abgesagt.                                                       | Vincent Kriechmayr |

### Riesenslalom
| Datum      | Ort                  | 1. Platz                                                       | 2. Platz                                                       | 3. Platz                                                       | Rotes Trikot      |
| ---------- | -------------------- | -------------------------------------------------------------- | -------------------------------------------------------------- | -------------------------------------------------------------- | ----------------- |
| 18.10.2020 | Sölden (AUT)         | Lucas Braathen                                                 | Marco Odermatt                                                 | Gino Caviezel                                                  | Lucas Braathen    |
| 05.12.2020 | Val-d’Isère (FRA)    | Wegen Schneemangels nach Santa Caterina verlegt.               | Wegen Schneemangels nach Santa Caterina verlegt.               | Wegen Schneemangels nach Santa Caterina verlegt.               | Lucas Braathen    |
| 05.12.2020 | Santa Caterina (ITA) | Filip Zubčić                                                   | Žan Kranjec                                                    | Marco Odermatt                                                 | Marco Odermatt    |
| 06.12.2020 | Val-d’Isère (FRA)    | Wegen Schneemangels nach Santa Caterina verlegt.               | Wegen Schneemangels nach Santa Caterina verlegt.               | Wegen Schneemangels nach Santa Caterina verlegt.               | Marco Odermatt    |
| 06.12.2020 | Santa Caterina (ITA) | Wegen starken Schneefalls auf den 7. Dezember 2020 verschoben. | Wegen starken Schneefalls auf den 7. Dezember 2020 verschoben. | Wegen starken Schneefalls auf den 7. Dezember 2020 verschoben. | Marco Odermatt    |
| 07.12.2020 | Santa Caterina (ITA) | Marco Odermatt                                                 | Tommy Ford                                                     | Filip Zubčić                                                   | Marco Odermatt    |
| 20.12.2020 | Alta Badia (ITA)     | Alexis Pinturault                                              | Atle Lie McGrath                                               | Justin Murisier                                                | Marco Odermatt    |
| 08.01.2021 | Adelboden (SUI)      | Alexis Pinturault                                              | Filip Zubčić                                                   | Marco Odermatt                                                 | Marco Odermatt    |
| 09.01.2021 | Adelboden (SUI)      | Alexis Pinturault                                              | Filip Zubčić                                                   | Loïc Meillard                                                  | Alexis Pinturault |
| 27.02.2021 | Bansko (BUL)         | Filip Zubčić                                                   | Mathieu Faivre                                                 | Stefan Brennsteiner                                            | Alexis Pinturault |
| 28.02.2021 | Bansko (BUL)         | Mathieu Faivre                                                 | Marco Odermatt                                                 | Alexis Pinturault                                              | Alexis Pinturault |
| 13.03.2021 | Kranjska Gora (SLO)  | Marco Odermatt                                                 | Loïc Meillard                                                  | Stefan Brennsteiner                                            | Marco Odermatt    |
| 20.03.2021 | Lenzerheide (SUI)    | Alexis Pinturault                                              | Filip Zubčić                                                   | Mathieu Faivre                                                 | Alexis Pinturault |

### Slalom
| Datum      | Ort                               | 1. Platz                                                                                         | 2. Platz                                                                                         | 3. Platz                                                                                         | Rotes Trikot         |
| ---------- | --------------------------------- | ------------------------------------------------------------------------------------------------ | ------------------------------------------------------------------------------------------------ | ------------------------------------------------------------------------------------------------ | -------------------- |
| 21.12.2020 | Alta Badia (ITA)                  | Ramon Zenhäusern                                                                                 | Manuel Feller                                                                                    | Marco Schwarz                                                                                    | Ramon Zenhäusern     |
| 22.12.2020 | Madonna di Campiglio (ITA, Nacht) | Henrik Kristoffersen                                                                             | Sebastian Foss Solevåg                                                                           | Alex Vinatzer                                                                                    | Henrik Kristoffersen |
| 06.01.2021 | Zagreb (CRO)                      | Linus Straßer                                                                                    | Manuel Feller                                                                                    | Marco Schwarz                                                                                    | Manuel Feller        |
| 10.01.2021 | Adelboden (SUI)                   | Marco Schwarz                                                                                    | Linus Straßer                                                                                    | Dave Ryding                                                                                      | Marco Schwarz        |
| 16.01.2021 | Kitzbühel (AUT)                   | Aufgrund hoher COVID-19-Infektionszahlen nach Flachau verlegt.                                   | Aufgrund hoher COVID-19-Infektionszahlen nach Flachau verlegt.                                   | Aufgrund hoher COVID-19-Infektionszahlen nach Flachau verlegt.                                   | Marco Schwarz        |
| 16.01.2021 | Flachau (AUT)                     | Manuel Feller                                                                                    | Clément Noël                                                                                     | Marco Schwarz                                                                                    | Manuel Feller        |
| 17.01.2021 | Wengen (SUI)                      | Aufgrund hoher COVID-19-Infektionszahlen abgesagt, Ersatzrennen am 16. Januar 2021 in Kitzbühel. | Aufgrund hoher COVID-19-Infektionszahlen abgesagt, Ersatzrennen am 16. Januar 2021 in Kitzbühel. | Aufgrund hoher COVID-19-Infektionszahlen abgesagt, Ersatzrennen am 16. Januar 2021 in Kitzbühel. | Manuel Feller        |
| 17.01.2021 | Kitzbühel (AUT)                   | Aufgrund hoher COVID-19-Infektionszahlen nach Flachau verlegt.                                   | Aufgrund hoher COVID-19-Infektionszahlen nach Flachau verlegt.                                   | Aufgrund hoher COVID-19-Infektionszahlen nach Flachau verlegt.                                   | Manuel Feller        |
| 17.01.2021 | Flachau (AUT)                     | Sebastian Foss Solevåg                                                                           | Marco Schwarz                                                                                    | Alexis Pinturault                                                                                | Marco Schwarz        |
| 24.01.2021 | Kitzbühel (AUT)                   | Aufgrund der Programmänderung auf den 17. Januar 2021 verlegt.                                   | Aufgrund der Programmänderung auf den 17. Januar 2021 verlegt.                                   | Aufgrund der Programmänderung auf den 17. Januar 2021 verlegt.                                   | Marco Schwarz        |
| 26.01.2021 | Schladming (AUT, Nacht)           | Marco Schwarz                                                                                    | Clément Noël                                                                                     | Alexis Pinturault                                                                                | Marco Schwarz        |
| 30.01.2021 | Chamonix (FRA)                    | Clément Noël                                                                                     | Ramon Zenhäusern                                                                                 | Marco Schwarz                                                                                    | Marco Schwarz        |
| 31.01.2021 | Chamonix (FRA)                    | Henrik Kristoffersen                                                                             | Ramon Zenhäusern                                                                                 | Sandro Simonet                                                                                   | Marco Schwarz        |
| 14.03.2021 | Kranjska Gora (SLO)               | Clément Noël                                                                                     | Victor Muffat-Jeandet                                                                            | Ramon Zenhäusern                                                                                 | Marco Schwarz        |
| 21.03.2021 | Lenzerheide (SUI)                 | Manuel Feller                                                                                    | Clément Noël                                                                                     | Alexis Pinturault                                                                                | Marco Schwarz        |

### Parallelrennen
| Datum      | Ort                                                    | 1. Platz                                                        | 2. Platz                                                        | 3. Platz                                                        | Rotes Trikot      |
| ---------- | ------------------------------------------------------ | --------------------------------------------------------------- | --------------------------------------------------------------- | --------------------------------------------------------------- | ----------------- |
| 14.11.2020 | Lech-Zürs (AUT)                                        | Aufgrund von Schneemangel auf den 27. November 2020 verschoben. | Aufgrund von Schneemangel auf den 27. November 2020 verschoben. | Aufgrund von Schneemangel auf den 27. November 2020 verschoben. |                   |
| 27.11.2020 | Lech-Zürs (AUT, Qualifikation am Tag, Rennen am Abend) | Alexis Pinturault                                               | Henrik Kristoffersen                                            | Alexander Schmid                                                | Alexis Pinturault |

### Gesamtweltcupführende
| Name                             | Von        | Ort                  | Disziplin      | Bis          | Ort                  | Disziplin      | Anzahl Rennen |
| -------------------------------- | ---------- | -------------------- | -------------- | ------------ | -------------------- | -------------- | ------------- |
| Lucas Braathen                   | 18.10.2020 | Sölden (AUT)         | Riesenslalom   | 27.11.2020   | Lech-Zürs (AUT)      | Parallelrennen | 1             |
| Alexis Pinturault                | 27.11.2020 | Lech-Zürs (AUT)      | Parallelrennen | 07.12.2020   | Santa Caterina (ITA) | Riesenslalom   | 2             |
| Marco Odermatt Alexis Pinturault | 07.12.2020 | Santa Caterina (ITA) | Riesenslalom   | 13.12.2020   | Val-d’Isère (FRA)    | Super-G        | 1             |
| Alexis Pinturault                | 13.12.2020 | Val-d’Isère (FRA)    | Super-G        | 18.12.2020   | Gröden (ITA)         | Super-G        | 2             |
| Marco Odermatt                   | 18.12.2020 | Gröden (ITA)         | Super-G        | 19.12.2020   | Gröden (ITA)         | Abfahrt        | 1             |
| Aleksander Aamodt Kilde          | 19.12.2020 | Gröden (ITA)         | Abfahrt        | 20.12.2020   | Alta Badia (ITA)     | Riesenslalom   | 1             |
| Alexis Pinturault                | 20.12.2020 | Alta Badia (ITA)     | Riesenslalom   | 30.12.2020   | Bormio (ITA)         | Abfahrt        | 4             |
| Aleksander Aamodt Kilde          | 30.12.2020 | Bormio (ITA)         | Abfahrt        | 06.01.2021   | Zagreb (CRO)         | Slalom         | 1             |
| Alexis Pinturault                | 06.01.2021 | Zagreb (CRO)         | Slalom         | Gesamtsieger | Gesamtsieger         | Gesamtsieger   | 22            |

## Podestplatzierungen Damen

### Abfahrt
| Datum      | Ort                          | 1. Platz | 2. Platz | 3. Platz | Rotes Trikot               |
| ---------- | ---------------------------- | --- | --- | --- | -------------------------- |
| 18.12.2020 | Val-d’Isère (FRA)            | Corinne Suter | Sofia Goggia | Breezy Johnson | Corinne Suter              |
| 19.12.2020 | Val-d’Isère (FRA)            | Sofia Goggia | Corinne Suter | Breezy Johnson | Sofia Goggia Corinne Suter |
| 09.01.2021 | St. Anton am Arlberg (AUT)   | Sofia Goggia | Tamara Tippler | Breezy Johnson | Sofia Goggia               |
| 22.01.2021 | Crans-Montana (SUI)          | Sofia Goggia | Ester Ledecká | Breezy Johnson | Sofia Goggia               |
| 23.01.2021 | Crans-Montana (SUI)          | Sofia Goggia | Lara Gut-Behrami | Elena Curtoni | Sofia Goggia               |
| 24.01.2021 | Crans-Montana (SUI)          | Aufgrund der Programmänderung auf den 22. Januar 2021 verlegt.                                                       | Aufgrund der Programmänderung auf den 22. Januar 2021 verlegt.                                                       | Aufgrund der Programmänderung auf den 22. Januar 2021 verlegt.                                                       | Sofia Goggia               |
| 30.01.2021 | Garmisch-Partenkirchen (GER) | Aufgrund der von Schlechtwetter ausgefallenen Trainingsläufen abgesagt, Ersatzrennen am 26. Februar in Val di Fassa. | Aufgrund der von Schlechtwetter ausgefallenen Trainingsläufen abgesagt, Ersatzrennen am 26. Februar in Val di Fassa. | Aufgrund der von Schlechtwetter ausgefallenen Trainingsläufen abgesagt, Ersatzrennen am 26. Februar in Val di Fassa. | Sofia Goggia               |
| 27.02.2021 | Yanqing (CHN)                | Aufgrund strenger COVID-19-Quarantänebestimmungen abgesagt, Ersatzrennen am 27. Februar 2021 in Val di Fassa.        | Aufgrund strenger COVID-19-Quarantänebestimmungen abgesagt, Ersatzrennen am 27. Februar 2021 in Val di Fassa.        | Aufgrund strenger COVID-19-Quarantänebestimmungen abgesagt, Ersatzrennen am 27. Februar 2021 in Val di Fassa.        | Sofia Goggia               |
| 26.02.2021 | Val di Fassa (ITA)           | Lara Gut-Behrami | Ramona Siebenhofer                                                                                                   | Corinne Suter | Sofia Goggia               |
| 27.02.2021 | Val di Fassa (ITA)           | Lara Gut-Behrami | Corinne Suter | Kira Weidle | Sofia Goggia               |
| 17.03.2021 | Lenzerheide (SUI)            | Aufgrund anhaltender Schneefälle ersatzlos abgesagt.                                                                 | Aufgrund anhaltender Schneefälle ersatzlos abgesagt.                                                                 | Aufgrund anhaltender Schneefälle ersatzlos abgesagt.                                                                 | Sofia Goggia               |

### Super-G
| Datum      | Ort                          | 1. Platz | 2. Platz | 3. Platz | Rotes Trikot     |
| ---------- | ---------------------------- | --- | --- | --- | ---------------- |
| 05.12.2020 | St. Moritz (SUI)             | Aufgrund starken Windes und heftiger Schneefälle abgesagt. Ersatzrennen am 24. Januar 2021 in Crans-Montana.      | Aufgrund starken Windes und heftiger Schneefälle abgesagt. Ersatzrennen am 24. Januar 2021 in Crans-Montana.      | Aufgrund starken Windes und heftiger Schneefälle abgesagt. Ersatzrennen am 24. Januar 2021 in Crans-Montana.      |                  |
| 06.12.2020 | St. Moritz (SUI)             | Wegen großer Lawinengefahr nach heftigen Schneefällen abgesagt, Ersatzrennen am 26. Februar 2021 in Val di Fassa. | Wegen großer Lawinengefahr nach heftigen Schneefällen abgesagt, Ersatzrennen am 26. Februar 2021 in Val di Fassa. | Wegen großer Lawinengefahr nach heftigen Schneefällen abgesagt, Ersatzrennen am 26. Februar 2021 in Val di Fassa. |                  |
| 20.12.2020 | Val-d’Isère (FRA)            | Ester Ledecká | Corinne Suter | Federica Brignone                                                                                                 | Ester Ledecká    |
| 10.01.2021 | St. Anton am Arlberg (AUT)   | Lara Gut-Behrami                                                                                                  | Marta Bassino | Corinne Suter | Lara Gut-Behrami |
| 24.01.2021 | Crans-Montana (SUI)          | Lara Gut-Behrami                                                                                                  | Tamara Tippler | Federica Brignone                                                                                                 | Lara Gut-Behrami |
| 30.01.2021 | Garmisch-Partenkirchen (GER) | Lara Gut-Behrami                                                                                                  | Kajsa Vickhoff Lie                                                                                                | Marie-Michèle Gagnon                                                                                              | Lara Gut-Behrami |
| 31.01.2021 | Garmisch-Partenkirchen (GER) | Wegen Nebels abgesagt und auf den 1. Februar 2021 verschoben.                                                     | Wegen Nebels abgesagt und auf den 1. Februar 2021 verschoben.                                                     | Wegen Nebels abgesagt und auf den 1. Februar 2021 verschoben.                                                     | Lara Gut-Behrami |
| 01.02.2021 | Garmisch-Partenkirchen (GER) | Lara Gut-Behrami                                                                                                  | Petra Vlhová | Tamara Tippler | Lara Gut-Behrami |
| 28.02.2021 | Yanqing (CHN)                | Aufgrund strenger COVID-19-Quarantänebestimmungen abgesagt, Ersatzrennen am 28. Februar 2021 in Val di Fassa.     | Aufgrund strenger COVID-19-Quarantänebestimmungen abgesagt, Ersatzrennen am 28. Februar 2021 in Val di Fassa.     | Aufgrund strenger COVID-19-Quarantänebestimmungen abgesagt, Ersatzrennen am 28. Februar 2021 in Val di Fassa.     | Lara Gut-Behrami |
| 26.02.2021 | Val di Fassa (ITA)           | Aufgrund von Programmänderungen abgesagt, Ersatzrennen am 30. Januar in Garmisch-Partenkirchen.                   | Aufgrund von Programmänderungen abgesagt, Ersatzrennen am 30. Januar in Garmisch-Partenkirchen.                   | Aufgrund von Programmänderungen abgesagt, Ersatzrennen am 30. Januar in Garmisch-Partenkirchen.                   | Lara Gut-Behrami |
| 28.02.2021 | Val di Fassa (ITA)           | Federica Brignone                                                                                                 | Lara Gut-Behrami                                                                                                  | Corinne Suter | Lara Gut-Behrami |
| 17.03.2021 | Lenzerheide (SUI)            | Aufgrund anhaltender Schneefälle ersatzlos abgesagt.                                                              | Aufgrund anhaltender Schneefälle ersatzlos abgesagt.                                                              | Aufgrund anhaltender Schneefälle ersatzlos abgesagt.                                                              | Lara Gut-Behrami |

### Riesenslalom
| Datum      | Ort                 | 1. Platz                                                                            | 2. Platz                                                                            | 3. Platz                                                                            | Rotes Trikot      |
| ---------- | ------------------- | ----------------------------------------------------------------------------------- | ----------------------------------------------------------------------------------- | ----------------------------------------------------------------------------------- | ----------------- |
| 17.10.2020 | Sölden (AUT)        | Marta Bassino                                                                       | Federica Brignone                                                                   | Petra Vlhová                                                                        | Marta Bassino     |
| 12.12.2020 | Courchevel (FRA)    | Marta Bassino                                                                       | Sara Hector                                                                         | Petra Vlhová                                                                        | Marta Bassino     |
| 13.12.2020 | Courchevel (FRA)    | Aufgrund rennuntauglicher Pistenbeschaffenheit auf den 14. Dezember 2020 verschoben | Aufgrund rennuntauglicher Pistenbeschaffenheit auf den 14. Dezember 2020 verschoben | Aufgrund rennuntauglicher Pistenbeschaffenheit auf den 14. Dezember 2020 verschoben | Marta Bassino     |
| 14.12.2020 | Courchevel (FRA)    | Mikaela Shiffrin                                                                    | Federica Brignone                                                                   | Tessa Worley                                                                        | Federica Brignone |
| 28.12.2020 | Semmering (AUT)     | Aufgrund untauglicher Wetterbedingungen nach dem 1. Durchgang abgesagt.             | Aufgrund untauglicher Wetterbedingungen nach dem 1. Durchgang abgesagt.             | Aufgrund untauglicher Wetterbedingungen nach dem 1. Durchgang abgesagt.             | Federica Brignone |
| 16.01.2021 | Maribor (SLO)       | Aufgrund von Schneemangel nach Kranjska Gora verschoben.                            | Aufgrund von Schneemangel nach Kranjska Gora verschoben.                            | Aufgrund von Schneemangel nach Kranjska Gora verschoben.                            | Federica Brignone |
| 16.01.2021 | Kranjska Gora (SLO) | Marta Bassino                                                                       | Tessa Worley                                                                        | Michelle Gisin                                                                      | Marta Bassino     |
| 17.01.2021 | Maribor (SLO)       | Aufgrund von Schneemangel nach Kranjska Gora verschoben.                            | Aufgrund von Schneemangel nach Kranjska Gora verschoben.                            | Aufgrund von Schneemangel nach Kranjska Gora verschoben.                            | Marta Bassino     |
| 17.01.2021 | Kranjska Gora (SLO) | Marta Bassino                                                                       | Michelle Gisin                                                                      | Meta Hrovat                                                                         | Marta Bassino     |
| 26.01.2021 | Kronplatz (ITA)     | Tessa Worley                                                                        | Lara Gut-Behrami                                                                    | Marta Bassino                                                                       | Marta Bassino     |
| 06.03.2021 | Jasná (SVK)         | Aufgrund der Wettervorhersage auf den 7. März 2021 verschoben.                      | Aufgrund der Wettervorhersage auf den 7. März 2021 verschoben.                      | Aufgrund der Wettervorhersage auf den 7. März 2021 verschoben.                      | Marta Bassino     |
| 07.03.2021 | Jasná (SVK)         | Petra Vlhová                                                                        | Alice Robinson                                                                      | Mikaela Shiffrin                                                                    | Marta Bassino     |
| 21.03.2021 | Lenzerheide (SUI)   | Alice Robinson                                                                      | Mikaela Shiffrin                                                                    | Meta Hrovat                                                                         | Marta Bassino     |

### Slalom
| Datum      | Ort                    | 1. Platz                                                       | 2. Platz                                                       | 3. Platz                                                       | Rotes Trikot          |
| ---------- | ---------------------- | -------------------------------------------------------------- | -------------------------------------------------------------- | -------------------------------------------------------------- | --------------------- |
| 21.11.2020 | Levi (FIN)             | Petra Vlhová                                                   | Mikaela Shiffrin                                               | Katharina Liensberger                                          | Petra Vlhová          |
| 22.11.2020 | Levi (FIN)             | Petra Vlhová                                                   | Michelle Gisin                                                 | Katharina Liensberger                                          | Petra Vlhová          |
| 29.12.2020 | Semmering (AUT, Nacht) | Michelle Gisin                                                 | Katharina Liensberger                                          | Mikaela Shiffrin                                               | Petra Vlhová          |
| 03.01.2021 | Zagreb (CRO)           | Petra Vlhová                                                   | Katharina Liensberger                                          | Michelle Gisin                                                 | Petra Vlhová          |
| 12.01.2021 | Flachau (AUT, Nacht)   | Mikaela Shiffrin                                               | Katharina Liensberger                                          | Wendy Holdener                                                 | Petra Vlhová          |
| 06.03.2021 | Jasná (SVK)            | Mikaela Shiffrin                                               | Petra Vlhová                                                   | Wendy Holdener                                                 | Petra Vlhová          |
| 07.03.2021 | Jasná (SVK)            | Aufgrund der Wettervorhersage auf den 6. März 2021 verschoben. | Aufgrund der Wettervorhersage auf den 6. März 2021 verschoben. | Aufgrund der Wettervorhersage auf den 6. März 2021 verschoben. | Petra Vlhová          |
| 12.03.2021 | Åre (SWE)              | Petra Vlhová                                                   | Katharina Liensberger                                          | Mikaela Shiffrin                                               | Petra Vlhová          |
| 13.03.2021 | Åre (SWE)              | Katharina Liensberger                                          | Mikaela Shiffrin                                               | Wendy Holdener                                                 | Petra Vlhová          |
| 20.03.2021 | Lenzerheide (SUI)      | Katharina Liensberger                                          | Mikaela Shiffrin                                               | Michelle Gisin                                                 | Katharina Liensberger |

### Parallelrennen
| Datum      | Ort                                                    | 1. Platz                                             | 2. Platz                                             | 3. Platz                                             | Rotes Trikot |
| ---------- | ------------------------------------------------------ | ---------------------------------------------------- | ---------------------------------------------------- | ---------------------------------------------------- | ------------ |
| 13.11.2020 | Lech-Zürs (AUT)                                        | Wegen Schneemangels auf den 26. November verschoben. | Wegen Schneemangels auf den 26. November verschoben. | Wegen Schneemangels auf den 26. November verschoben. |              |
| 26.11.2020 | Lech-Zürs (AUT, Qualifikation am Tag, Rennen am Abend) | Petra Vlhová                                         | Paula Moltzan                                        | Lara Gut-Behrami                                     | Petra Vlhová |

### Gesamtweltcupführende
| Name             | Von        | Ort                | Disziplin    | Bis            | Ort                | Disziplin      | Anzahl Rennen |
| ---------------- | ---------- | ------------------ | ------------ | -------------- | ------------------ | -------------- | ------------- |
| Marta Bassino    | 17.10.2020 | Sölden (AUT)       | Riesenslalom | 21.11.2020     | Levi (FIN)         | Slalom         | 1             |
| Petra Vlhová     | 21.11.2020 | Levi (FIN)         | Slalom       | 26.02.2021     | Val di Fassa (ITA) | Abfahrt        | 21            |
| Lara Gut-Behrami | 26.02.2021 | Val di Fassa (ITA) | Abfahrt      | 12.03.2021     | Åre (SWE)          | Slalom         | 5             |
| Petra Vlhová     | 12.03.2021 | Åre (SWE)          | Slalom       | Gesamtsiegerin | Gesamtsiegerin     | Gesamtsiegerin | 4             |

## Podestplatzierungen Mixed
| Datum      | Ort               | 1. Platz                                                                                               | 2. Platz                                                          | 3. Platz                                                               |
| ---------- | ----------------- | --- | ----------------------------------------------------------------- | ---------------------------------------------------------------------- |
| 19.03.2021 | Lenzerheide (SUI) | NorwegenKristin Lysdahl Leif Kristian Nestvold-Haugen Kristina Riis-Johannessen Sebastian Foss Solevåg | DeutschlandLena Dürr Andrea Filser Alexander Schmid Linus Straßer | ÖsterreichFranziska Gritsch Fabio Gstrein Katharina Huber Adrian Pertl |

## Nationencup
| Rang | Land                   | Punkte |
| ---- | ---------------------- | ------ |
| 1    | Schweiz                | 10'087 |
| 2    | Österreich             | 9'211  |
| 3    | Italien                | 5'735  |
| 4    | Frankreich             | 4'991  |
| 5    | Norwegen               | 4'591  |
| 6    | Vereinigte Staaten     | 3'305  |
| 7    | Deutschland            | 2'661  |
| 8    | Slowenien              | 1'672  |
| 9    | Slowakei               | 1'533  |
| 10   | Kanada                 | 1'089  |
| 11   | Schweden               | 959    |
| 12   | Kroatien               | 875    |
| 13   | Tschechien             | 641    |
| 14   | Vereinigtes Königreich | 394    |
| 15   | Neuseeland             | 326    |
| 16   | Russland               | 246    |
| 17   | Polen                  | 167    |
| 18   | Bulgarien              | 90     |
| 19   | Niederlande            | 77     |
| 20   | Japan                  | 49     |
| 21   | Belgien                | 40     |
| 22   | Griechenland           | 24     |
| 23   | Finnland               | 11     |

| Rang | Land                   | Punkte |
| ---- | ---------------------- | ------ |
| 1    | Schweiz                | 5'329  |
| 2    | Österreich             | 5'258  |
| 3    | Frankreich             | 4'141  |
| 4    | Norwegen               | 3'068  |
| 5    | Italien                | 1'936  |
| 6    | Deutschland            | 1'867  |
| 7    | Vereinigte Staaten     | 1'151  |
| 8    | Kroatien               | 841    |
| 9    | Slowenien              | 729    |
| 10   | Kanada                 | 377    |
| 11   | Schweden               | 366    |
| 12   | Vereinigtes Königreich | 279    |
| 13   | Russland               | 196    |
| 14   | Slowakei               | 117    |
| 15   | Bulgarien              | 90     |
| 16   | Belgien                | 40     |
| 17   | Griechenland           | 24     |
| 18   | Finnland               | 7      |
| 19   | Niederlande            | 5      |

| Rang | Land                   | Punkte |
| ---- | ---------------------- | ------ |
| 1    | Schweiz                | 4'758  |
| 2    | Österreich             | 3'953  |
| 3    | Italien                | 3'799  |
| 4    | Vereinigte Staaten     | 2'154  |
| 5    | Norwegen               | 1'523  |
| 6    | Slowakei               | 1'416  |
| 7    | Slowenien              | 943    |
| 8    | Frankreich             | 850    |
| 9    | Deutschland            | 794    |
| 10   | Kanada                 | 712    |
| 11   | Tschechien             | 641    |
| 12   | Schweden               | 593    |
| 13   | Neuseeland             | 326    |
| 14   | Polen                  | 167    |
| 15   | Vereinigtes Königreich | 115    |
| 16   | Niederlande            | 72     |
| 17   | Russland               | 50     |
| 18   | Japan                  | 49     |
| 19   | Kroatien               | 34     |
| 20   | Finnland               | 4      |

## Karriereende
| Herren - Marc Gisin - Jean-Baptiste Grange - Ted Ligety - Julien Lizeroux - Bastian Meisen - Jonathan Nordbotten - Hannes Reichelt - Magnus Walch - Valentin Giraud Moine | Damen - Eva-Maria Brem - Irene Curtoni - Luana Flütsch - Mireia Gutiérrez - Rahel Kopp - Alice McKennis Duran - Jennifer Piot - Laurenne Ross - Bernadette Schild - Resi Stiegler - Marina Wallner - Michaela Wenig - Emelie Wikström |